# Irina Viner
Irina Aleksandrovna Viner, coniugata Usmanova (in russo Ирина Александровна Винер-Усманова?; Samarcanda, 30 luglio 1948), è un'ex ginnasta e allenatrice di ginnastica sovietica, russa dal 1992, capo allenatore della nazionale russa di ginnastica ritmica, presidente della Federazione Russa di Ginnastica Ritimica, ex vice presidente della Federazione Internazionale di Ginnastica.
È stata sposata con il magnate Ališer Usmanov, l'uomo più ricco della Russia, che ha un patrimonio netto di più di 22 miliardi di dollari, e da cui ha divorziato nel 2022.

## Biografia
Irina Viner è nata a Samarcanda (Uzbekistan, allora facente parte dell'Unione Sovietica). Il padre, Aleksandr, è stato artista nazionale dell'URSS. La madre, Zoja, era un medico. Da giovane ha voluto intraprendere lo studio del balletto, ma all'età di 11 ha cominciato ad allenarsi in ginnastica.
È stata tre volte campionessa uzbeka e si è laureata presso l'Istituto di Stato Uzbeko di Cultura Fisica. Ha lavorato come allenatore della squadra nazionale di ginnastica ritmica a Tashkent, e sotto la sua tutela, Venera Zaripova divenne la sua prima ginnasta di successo. Nel 1990, si trasferisce in Gran Bretagna per allenare la nazionale britannica.
Nel 1992, è stata invitata a diventare capo allenatore della squadra nazionale russa e si è trasferisce a Mosca. Dal 2001, è il capo allenatore della formazione Centro Olimpico della ginnastica ritmica nazionale russa a Novogorsk e nel 2008 è diventata presidente della Federazione Russa di Ginnastica Ritmica.
Irina Viner è giudicata uno dei migliori allenatori di ginnastica di tutti i tempi. Tra le sue pupille ci sono cinque campionesse olimpiche all-around: Margarita Mamun (2016), Evgenija Kanaeva (2008 e 2012), Alina Kabaeva (2004) e Julija Barsukova (2000). Ha allenato ginnaste che hanno segnato la storia della disciplina come Jana Batyršina, Alina Kabaeva, Irina Čaščina, Vera Sesina, Margarita Mamun e Jana Kudrjavceva.
Nel 2015 le è stato assegnato l'Ordine olimpico in riconoscimento dei suoi altissimi meriti nello sport a livello mondiale, questo rende Irina Viner il primo allenatore di ginnastica ad essere un destinatario del premio. Thomas Bach, il presidente del Comitato Olimpico Internazionale le ha consegnato personalmente il premio.
Irina Viner ha detto, al momento di ricevere il premio: "...Non mi aspettavo che mi sarebbe stato attribuito un tale importante ordine, è stato un onore che il Presidente del CIO, Thomas Bach sia arrivato qui. Lo Sport è l'unica guerra che ha una fine pacifica. Credo che tutto il mondo della ginnastica sia stato premiato, per le donne e le ragazze. È importante che ci alleniamo insieme e aiutare altri paesi -.. questo è il motivo per cui un sacco di rappresentanti di altri paesi si allenano in Russia . Noi faremo del nostro meglio in modo che questo tipo di sport rimanga nel programma olimpico. Credo che non saremo mai gettati a bordo campo e la ginnastica ritmica resterà nella Famiglia olimpica".